# EgyptAir
Egyptair (in arabo مصر للطيران‎?, Misr Lel-Tairan), è la compagnia aerea di bandiera egiziana, nonché principale compagnia aerea del Paese, che opera principalmente dall'Aeroporto Internazionale del Cairo. È entrata a far parte di Star Alliance l'11 luglio 2008, con una cerimonia avvenuta al Cairo.
La compagnia è interamente di proprietà del governo egiziano, opera voli di linea in più di 70 destinazioni in Europa, Africa, Medio oriente, Estremo oriente, USA e Canada, comprende anche un'estesa rete di collegamenti domestici. L'hub principale è l'Aeroporto Internazionale del Cairo.
Egyptair è la compagnia aerea più grande del continente africano, è inoltre la prima compagnia dell'area medio orientale ad essere entrata in un'alleanza globale (Star Alliance) ed è membro della Arab Air Carriers Organization (Organizzazione Araba dei Trasporti Aerei).

## Storia

### Misr Airwork (1932-1949)
Alan Muntz, presidente di Airwork, visitò l'Egitto nel 1931; in quel viaggio, espresse l'intenzione di avviare una nuova compagnia aerea nel paese. La nuova società venne denominata Misr Airwork, con "Misr" nome arabo per "Egitto". Il 31 dicembre 1931, il governo concesse alla nuova compagnia l'esclusività delle operazioni di trasporto aereo. Una divisione di Misr Airwork denominata Misr Airlines venne fondata il 7 giugno 1932, "per promuovere lo spirito dell'aviazione tra i giovani egiziani", diventando la settima compagnia aerea al mondo. La sede di Misr Airwork, S.A.E. era all'Almaza Aerodrome, Heliopolis, Cairo.
L'investimento iniziale era di 20 000 sterline egiziane, con la proprietà divisa tra Misr Bank (85%), Airwork (10%) e investitori privati egiziani (5%). Le operazioni iniziarono nel luglio 1933, inizialmente collegando il Cairo con Alessandria e Mersa Matruh utilizzando i de Havilland DH.84 Dragon. Nell'agosto di quell'anno, la frequenza sul servizio Cairo-Alessandria era aumentata a due volte al giorno. Alla fine del 1933 fu inaugurato un volo bisettimanale Cairo-Aswan che toccava Asyut e Luxor. Via Port Said, un volo dal Cairo che serviva Lydda, Haifa e Gaza venne lanciato nel 1934. Il 3 agosto 1935 iniziò un servizio via Lydda con destinazione finale a Nicosia utilizzando i de Havilland DH.86; il servizio terminò il 20 ottobre di quell'anno. La rotta Alessandria-Port Said-Il Cairo-Minia-Assiut fu aperta alla fine del 1935. Durante il 1935, la compagnia aerea trasportò 6 990 passeggeri e 21 830 chilogrammi di merci.
La rotta Alessandria-Assiut, che faceva scalo a Port Said, Cairo e Minia, e la rotta Cairo-Cipro-Haifa-Baghdad erano i due servizi operativi che il vettore aveva nel 1936. I voli per lo hajj iniziarono nel 1937. Le operazioni per Cipro ripresero nel 1938 con un servizio Cairo-Lydda-Haifa-Larnaca. La compagnia operava con velivoli interamente britannici nei primi anni e nell'aprile 1939 la flotta comprendeva un DH Dragon, un DH Dragonfly, cinque DH Rapìdes, due DH86 e un DH86B che volavano sulle rotte Alessandria-Cairo, Alessandria-Port Said-Cairo-Minia-Assiut, Cairo-Assiut-Luxor-Assuan, Cairo-Lydda-Haifa-Baghdad e Cairo-Port Said-Lydda-Haifa. Il governo egiziano rilevò tutte le rotte nel settembre 1939. Nel 1940 venne avviato un servizio per Beirut e la Palestina. Tre Avro 19 furono incorporati nella flotta nel 1944. Tre incidenti avvenuti alla fine del 1945 provocarono scioperi per il rinnovo della flotta e causarono l'interruzione totale delle operazioni dal febbraio 1946; i servizi ripresero a maggio e alla fine del 1946 la flotta comprendeva quattro Avro Anson, un Beech AT-11, cinque Beech C-45, quattro Dragon Rapide de Havilland DH89 e due AT-6 nordamericani Texan. Il vettore beneficiò della stazione di smaltimento degli aerei regionali degli Alleati che vendette aerei militari in eccedenza situati in Egitto. Altri due Beech C-45 furono consegnati nel 1947 e il Vickers Viking fu incorporato nel 1948. Nel maggio 1949, tutto il capitale e il parco aereo furono acquisiti dal governo. Dopo che lo stato egiziano divenne l'unico azionista, la società cambiò nome in Misrair SAE.

### Misrair (1949-1957)
Misrair continuò a volare sulle stesse rotte del suo predecessore. Nel 1951 furono acquisiti tre Languedoc; questi erano destinati allo spiegamento su rotte più lunghe. I Languedoc sostituirono i Viking sui voli per Ginevra, Khartoum e Teheran.
Il 1º dicembre 1952, Misrair rilevò il concorrente nazionale Services Aériens Internationaux d'Égypte (SAIDE) e pose fine alle operazioni di volo di questa compagnia aerea. Solo la rotta di successo Cairo-Tunisi venne trasferita alla rete di rotte di Misrair.
Tre Vickers Viscount furono ordinati all'inizio del 1954. Durante quell'anno, il vettore trasportò 64 539 passeggeri. A marzo 1955, la flotta di Misrair comprendeva un Beechcraft, tre Languedocs e sette Vikings; i tre Viscount erano ancora in attesa di consegna. I Douglas DC-3 furono successivamente acquistati e dispiegati su rotte domestiche, nonché verso i vicini paesi arabi. La consegna dei primi due Viscount avvenne nel dicembre 1955; furono messi in servizio nel marzo 1956. Il numero di passeggeri trasportati durante il 1955 era cresciuto fino a 77 050. Un certo numero di aerei andarono persi durante la crisi di Suez.
Nel febbraio 1957, Misrair fu ribattezzata United Arab Airlines. Alla fine di quell'anno, furono ordinati altri due Viscount al costo di 600 000-800 000 sterline, compresi i pezzi di ricambio. In precedenza, un aereo del genere era stato perso mentre si trovava all'aeroporto di Almaza durante un raid aereo.

### United Arab Airlines (1957-1971)

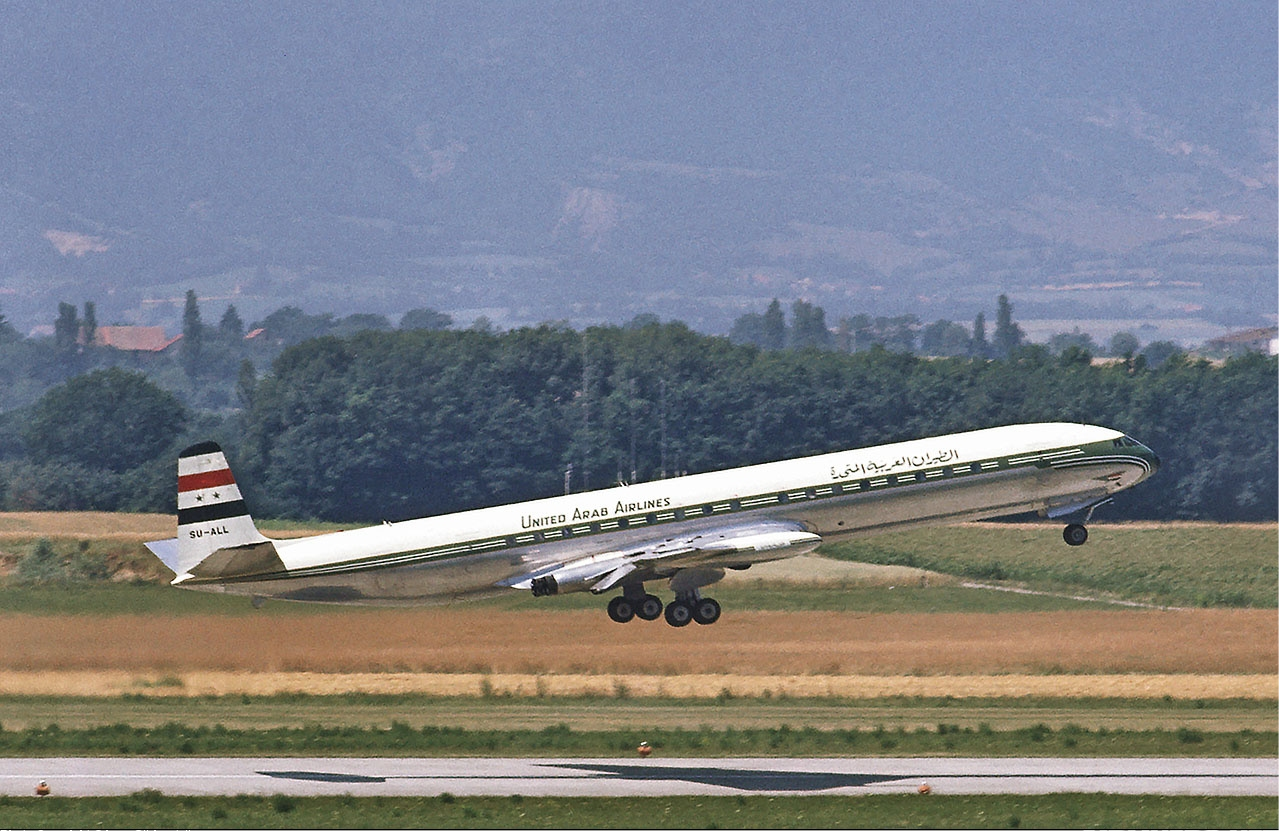
Un Comet in partenza dall'aeroporto di Ginevra nel 1968

In seguito alla formazione della Repubblica Araba Unita da parte di Egitto e Siria il 1º febbraio 1958, Misrair fu ribattezzata United Arab Airlines (UAA) nel marzo di quell'anno. Il 7 fu lanciato un servizio Cairo-Atene-Roma-Zurigo. Luglio; La Syrian Airways si fuse in UAA il 23 dicembre, con quest'ultima che assorbì sia le rotte che i velivoli del vettore siriano. Nel marzo 1960, la compagnia aerea contava 579 dipendenti. A quel tempo, la flotta comprendeva un Beech D18S, quattro DC-3, sei Viking e sei Viscounts. Uno dei Viscount si schiantò nel Mediterraneo il 10 aprile, provocando la marte di 17 passeggeri e tre membri dell'equipaggio. Con la registrazione SU-ALC, il primo dei tre Comet 4C venne consegnato il 9 giugno. Le operazioni con due di questi aerei iniziarono il 16 luglio dello stesso anno. Entro ottobre 1960, la compagnia aveva schierato i Comet sulle rotte Cairo-Belgrado-Praga, Cairo-Roma-Londra, Cairo-Jeddah e Cairo-Khartoum, i DC-3 su Cairo-Alessandria-Mersa Matruh, Cairo-Assiut- Luxor, Cairo-Luxor-Aswan e Cairo-Port Said-Alessandria, e i Viscount venivano utilizzati per i voli non-stop che collegavano il Cairo e Alessandria. Nel novembre 1960 fu effettuato un ordine per altri due Comet. L'associazione della Siria con l'UAA terminò nell'ottobre 1961, quando la Syrian Arab Airways fu fondata dal governo siriano a Damasco; la rete di rotte e la flotta che erano state rilevate dalla SAU vennero restituite alla nuova compagnia.
Altri due Comet, il quarta e il quinta, furono ordinati all'inizio del 1961. Tre DC-6 ex-SAS furono acquistati nell'aprile 1961. La rotta Cairo-Lagos fu estesa ad Accra il 12 giugno e i voli per Mosca iniziarono il 21 giugno. Venne firmato un contratto con Boeing per l'acquisto del Boeing 707-320B con date di consegna tra novembre 1961 e aprile 1964; l'accordo fallì quando la compagnia non riuscì a trovare finanziamenti. Il 1º novembre venne lanciato un nuovo volo per Caraci e Mumbai e nel dicembre furono ordinati il sesto e il settimo Comet; questi furono consegnati nell'aprile 1962. Sempre nel 1961 fu ripristinata la rotta Cairo-Nicosia, sospesa dalla crisi di Suez del 1956. Con scali via Bangkok e Hong Kong, il servizio verso Mumbai fu esteso a Tokyo nel maggio 1962. Altri due Comet furono acquistate in agosto, entrando in flotta nel settembre dello stesso anno e nel corso del 1963. Il 15 febbraio 1963, la rotta per Baghdad fu ripresa dopo una pausa di tre anni, ma il servizio fu di breve durata a causa delle tensioni politiche tra Egitto, Iraq e Siria che imposero l'interruzione dei voli sia per questa destinazione che per Damasco; il 1º aprile venne inaugurato un nuovo servizio per la Rhodesia. Il 12 maggio 1963 un DC-3 si schiantò vicino ad Alessandria: morirono i 27 passeggeri e l'equipaggio di quattro persone e il 28 luglio 1963 un Comet si schiantò nell'oceano vicino a Mumbai, uccidendo 62 persone. A corto di aerei per servire Tokyo, la rotta fu interrotta. Inoltre, un altro Comet, SU-ALM, rimase danneggiato a Bengasi il 12 settembre. Il nono e ultima Comet fu consegnato nel 1964. Nello stesso anno vennero acquistati tre DC-6B ex-Pan Am e altri tre vennero acquistati dalla Northwest Orient; questi velivoli furono messi in servizio sulle rotte nazionali e iniziarono a sostituire i Viscount. Destinati anche alla gestione di servizi domestici, sette Antonov An-24 furono ordinati per 2,3 milioni di dollari.

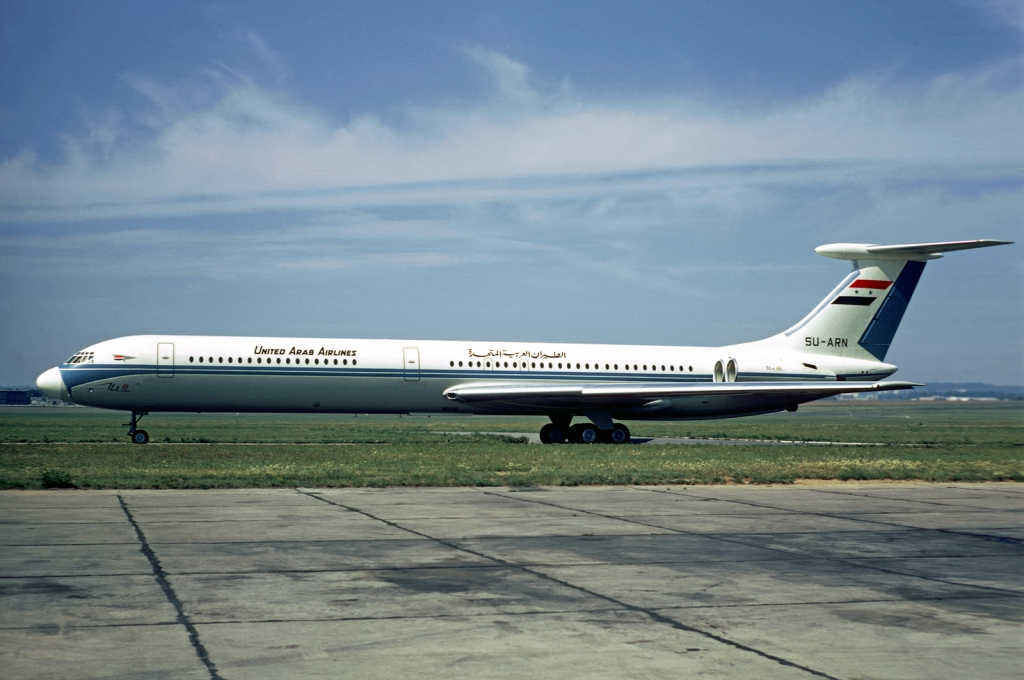
Un Ilyushin Il-62 della United Arab Airlines visto a Parigi nel 1971

Nel marzo 1965, sette Comet 4C e quattro Viscount volavano su rotte verso l'Europa, il Medio Oriente e il Nord Africa, insieme a un servizio per Lagos e Accra. Il 1º agosto, una compagnia aerea sussidiaria di nome Misrair iniziò le operazioni. Un contratto del valore di 30 milioni di dollari per tre Boeing 707-320C fu firmato con Boeing il 15 giugno 1966 e includeva anche quattro macchine aggiuntive in opzione. Il 1º novembre, la compagnia aerea soppresse lo scalo a Praga sulla rotta Cairo-Praga-Mosca e nel gennaio 1967 l'UAA avviò la rotta Cairo-Francoforte-Copenaghen. Il 22 giugno 1967, un Comet si schiantò in Kuwait in fase di atterraggio; non ci furono vittime, ma l'aereo si danneggiò irreparabilmente. Nell'agosto 1968, la compagnia prese in consegna due Ilyushin Il-18. Il primo Boeing 707 venne consegnato dal produttore il 21 ottobre dello stesso anno; fu successivamente messo in servizio sulla tratta Il Cairo-Londra. Uno degli Il-18 venne coinvolto in un incidente mortale mentre tentava di atterrare all'aeroporto di Aswan il 20 marzo 1969. A marzo, il vettore iniziò i servizi per Berlino Est con gli Il-18 e a giugno riprese la rotta per Tokyo via Kuwait, Mumbai, Bangkok e Hong Kong.
A marzo 1970 la SAU contava 7.810 dipendenti; la flotta comprendeva sette An-24B, tre Boeing 707-366C, sei Comet 4C e tre Il-18. Il quarto Boeing 707 fu consegnato nel marzo 1970. Il 23 maggio 1971 fu annunciata l'acquisizione di due Ilyushin Il-62, la cui consegna era prevista nel giugno dello stesso anno. Il giugno 1971 vide la compagnia aerea utilizzare questi velivoli sulle rotte europee, integrando i servizi operati con i Boeing 707. Gli Il-62 furono introdotti sui servizi asiatici il 9 luglio. Il 10 ottobre 1971 il nome della compagnia aerea fu cambiato in Egyptair, in seguito al cambio di nome del paese in Repubblica Araba d'Egitto.

### EgyptAir (1971-presente)

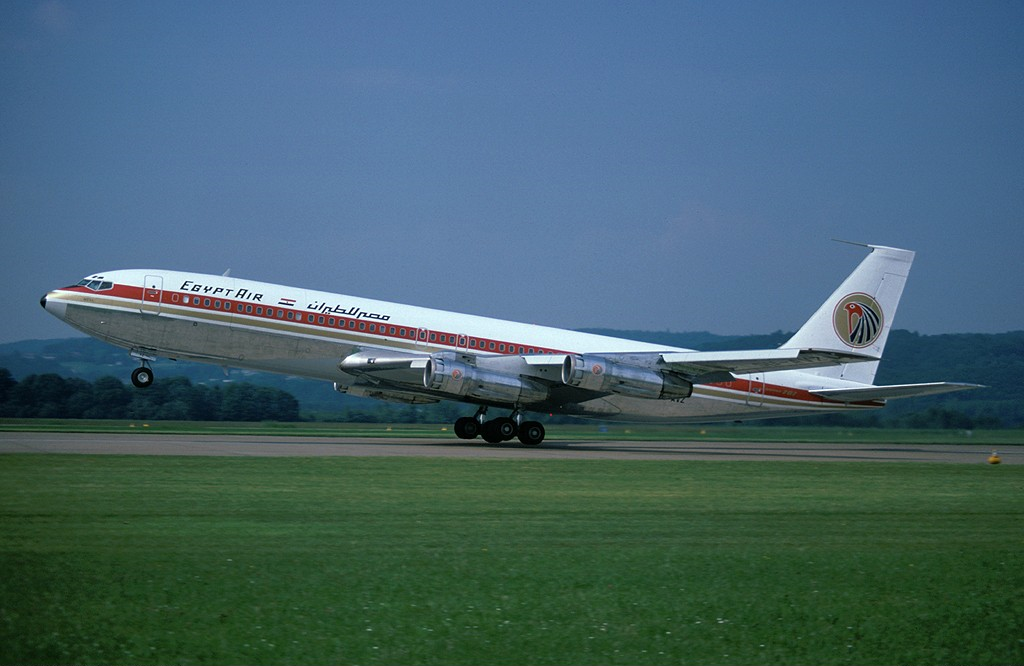
Un Boeing 707-320C della EgyptAir visto a Zurigo nel 1978

Egyptair ereditò il personale, i velivoli, le attività e le passività di UAA. Il 19 marzo 1972, il volo EgyptAir 763, un Douglas DC-9-32 con targa jugoslava YU-AHR si schiantò sui monti Shamsan, 6 km a sud-ovest di Aden, provocando la morte di tutti i 30 occupanti a bordo. Il 16 giugno, un Ilyushin Il-62 (SU-ARN) rimase coinvolto in un incidente durante l'atterraggio. A luglio, otto Tupolev Tu-154 furono ordinati per 60 milioni di dollari, tre dei quali sarebbero stati consegnati nel luglio 1973, tre nel novembre 1973 e due nel marzo 1974. Prima di concludere la transazione, Egyptair aveva preso in considerazione anche il Boeing 727, ma non fu possibile organizzare un finanziamento per questi velivoli fabbricati negli Stati Uniti. Secondo i termini del contratto, la manutenzione leggera doveva essere eseguita in Egitto, mentre la revisione della cellula e dei motori doveva essere effettuata in Unione Sovietica. Nel luglio 1972 fu annunciata l'acquisizione di quattro Boeing 707-320C del valore di 40 milioni di dollari. A quel tempo, la compagnia aerea aveva già in funzione quattro Boeing 707. La consegna dei nuovi velivoli era stata fissata per marzo, maggio, giugno e settembre 1973. Il 5 dicembre 1972, uno dei quattro 707 già in flotta (SU-AOW) si schiantò nei pressi del Cairo durante un volo di addestramento. L'equipaggio di sei persone perì nell'incidente. I rapporti che indicavano che la cellula era stata abbattuta furono smentiti dal governo egiziano. Un Ilyushin Il-18, immatricolazione SU-AOY, venne coinvolto in un incidente mortale vicino a Nicosia il 29 gennaio 1973 quando si schiantò su un terreno montuoso, uccidendo tutti i 37 occupanti a bordo. La consegna dei quattro nuovi Boeing 707 avvenne durante l'anno, con altri due 707-320C ordinati a settembre. In ottobre, i tre Il-62 vennero restituiti all'Aeroflot a causa di elevati costi operativi e problemi tecnici. Sempre quel mese, il primo Tu-154 entrò nella flotta e fu utilizzato per l'addestramento dei piloti. Da Mosca, la consegna dei Tu-154 avvenne attraverso Londra-Heathrow, dove questi aerei erano allestiti di sedili di fabbricazione britannica.

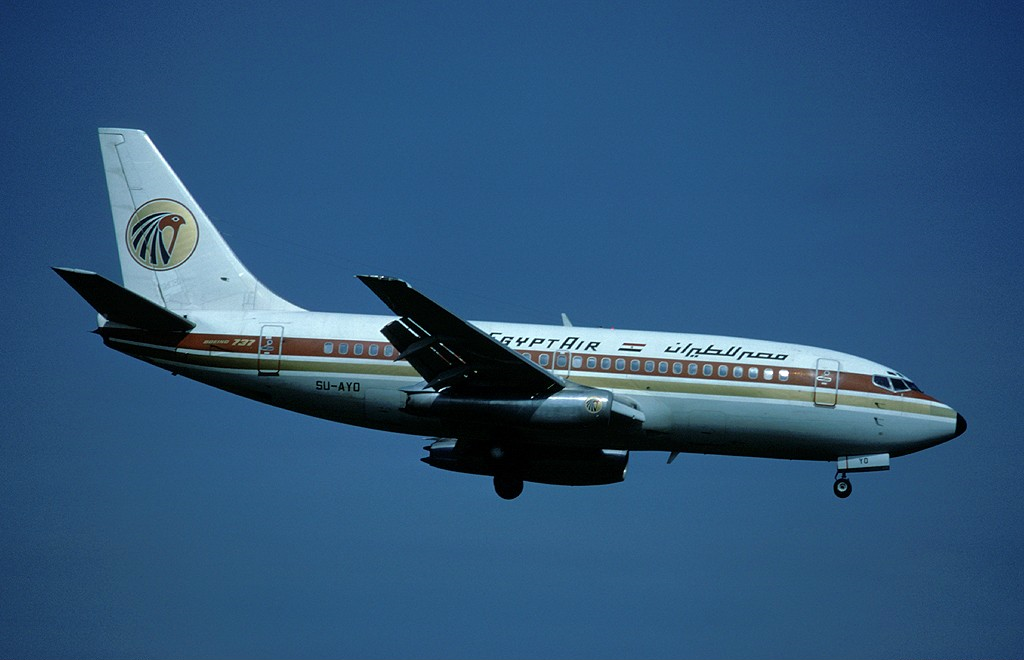
Un Boeing 737-200 Adv. della EgyptAir visto a Zurigo nel 1979

Lo scoppio della guerra dello Yom Kippur nel 1973 aveva costretto la compagnia a sospendere il servizio di Tokyo; riprese poi il 15 marzo 1974 via Mumbai, Bangkok e Manila. Nel 1974 il volo per Khartoum fu esteso a Kinshasa. Uno dei nuovissimi Tu-154, il SU-AXB, si schiantò il 10 luglio 1974 dopo il decollo dall'aeroporto Internazionale del Cairo durante un volo di addestramento, uccidendo un equipaggio di sei persone a bordo. In seguito allo schianto, Egyptair chiese la restituzione della sua flotta di Tu-154 ai sovietici e il rimborso del prezzo pagato per loro. La carenza di capacità causata dalla messa a terra dei Tu-154 fu in parte alleviata dal noleggio di aeromobili. La compagnia aerea era già alla ricerca di altri velivoli per sostituirli e a novembre venne effettuato un ordine per sei Douglas DC-9-50. Il 9 dicembre, un Il-18, targa YR-IMK, precipitò nel Mar Rosso; ci furono nove morti. Nel gennaio 1975, il governo respinse l'ordine con Douglas e lo trasferì alla Boeing per la fornitura di nuovi aerei. Il 10 febbraio fu siglato un accordo con i sovietici per la restituzione dei Tu-154; all'inizio dell'anno, gli An-24 furono restituiti alla compagnia che rappresentava i sovietici come rimborso parziale del prestito preso per acquisire i Tu-154. L'ordine Boeing venne finalizzato entro marzo e consisteva in quattro Boeing 727-200 e sei Boeing 737-200. C'erano piani per scambiare i primi tre Boeing 707-320C con i nuovi aerei come parte dell'accordo con Boeing. L'operazione, valutata 60 milioni di dollari, fu in parte finanziata dagli Emirati Arabi Uniti. A maggio, l'ordine fu omogeneizzato a otto Boeing 737-200 con consegne previste per aprile e maggio 1976. Furono presi accordi per vendere i quattro Comet sia per raccogliere fondi per finanziare il nuovo velivolo sia per avere una flotta interamente Boeing.
Un collegamento tra Il Cairo e Milano iniziò nel gennaio 1976 e un nuovo volo per Vienna iniziò nell'aprile. A seguito delle accuse del parlamento egiziano secondo cui i funzionari della compagnia aerea erano stati corrotti dalla Boeing per favorire l'ordine del 1975, il presidente Gamal Erfan si dimise a febbraio. Il 22 aprile, un Boeing 737 in volo dal Cairo a Luxor venne dirottato da tre palestinesi; un commando egiziano riprese il controllo del velivolo senza danni alla sua struttura. I quattro Comet furono venduti alla Dan-Air il 9 ottobre. Durante l'anno, sette Boeing 737 Advanced entrarono in flotta. Un grave incidente che coinvolse un Boeing 707 avvenne il 25 dicembre quando un volo charter dal Cairo a Tokyo si schiantò su una fabbrica tessile mentre si avvicinava a Bangkok, provocando la morte di tutti i 43 passeggeri e i 9 membri dell'equipaggio; vennero segnalati anche morti e feriti a terra. All'inizio del 1977, i primi arresti relativi al caso di corruzione che coinvolgeva l'ordine Boeing avvennero quando un ex pilota ammise di essere stato corrotto per 150.000 dollari. A febbraio venne firmato un accordo per il noleggio di due Airbus A300B4 da Germanair e Trans European Airways. Il 1º aprile vennero lanciati i servizi per Abu Dhabi e Caraci. Il primo servizio con un A300 venne operato sulla rotta Cairo-Karachi il 3 giugno. Le condizioni di noleggio dell'aeromobile di proprietà di Bavaria Germanair furono cambiate in un contratto di locazione/acquisto. Egyptair alla fine acquisì i due A300B4 in leasing. Durante il 1979, tre A300B4-200 furono ordinati per 115 milioni di dollari con un arco di consegna tra settembre 1980 e settembre 1981; il vettore prese opzioni su altri quattro velivoli di quel tipo. I finanziamenti per i tre velivoli vennero in parte forniti dalla Midland Bank e dalla Dresdner Bank.

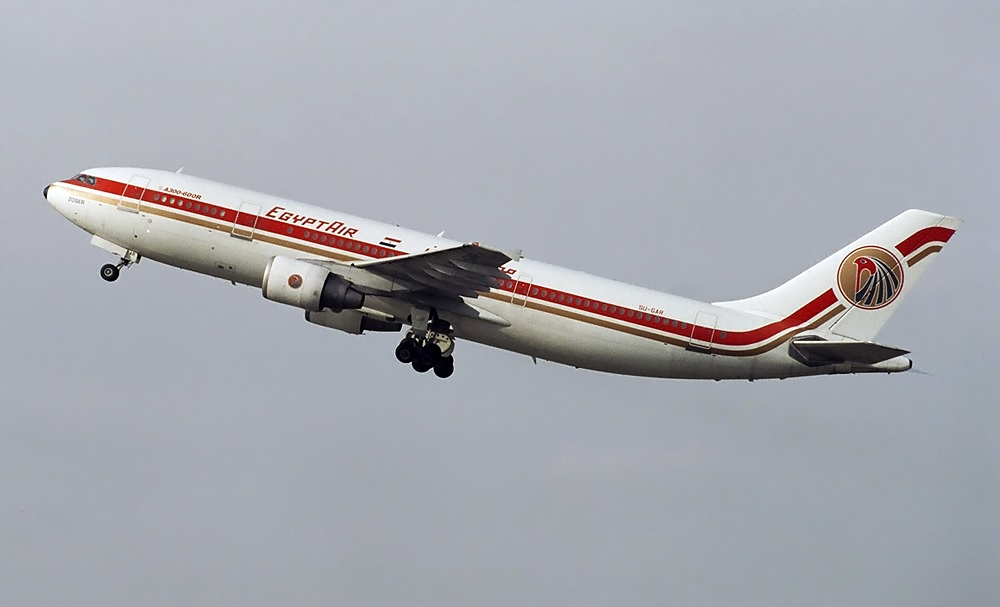
Un Airbus A300 visto a Dusseldorf nel 1997

Nel marzo 1980 il numero di dipendenti era di 9.610 e la flotta era composta da due Airbus A300B4, sette Boeing 707-320C, sette Boeing 737-200 e due Beech Baron. Ci fu un'importante riorganizzazione finanziaria nel novembre 1980, quando la proprietà della compagnia fu condivisa dalla Banca Nazionale d'Egitto e dalla Misr Insurance Company. Nel 1981, le opzioni per due Airbus A300B4-200 furono convertite in un ordine. Ciò portò a quattro il conteggio degli A300 in attesa di consegna. A novembre di quell'anno la compagnia aveva in flotta cinque velivoli del genere, due dei quali in leasing. Un altro A300B4-200 venne ordinato nel 1982. Nel complesso, nei primi anni ottanta furono introdotti otto nuovi Airbus A300B4. Tre Boeing 767-200ER (denominati "Nefertiti", "Nefertari" e "Tiye") furono introdotti gradualmente nel 1984. Due Boeing 767-300ER (denominati "Tuthmosis III" e "Ramses II") furono introdotti nel 1989. Il 31 ottobre 1999, "Tuthmosis III" si schiantò nell'Oceano Atlantico, uccidendo tutte le 217 persone a bordo.
La compagnia aerea subì un'importante riorganizzazione aziendale nel 2002, quando la sua struttura venne cambiata da organizzazione governativa a holding con filiali. La mossa coincise con l'istituzione del ministro egiziano dell'aviazione civile e l'ambiziosa strategia del governo di modernizzare e aggiornare i suoi aeroporti e la compagnia aerea. Alla compagnia venne dato il diritto di operare senza alcuna interferenza da parte del governo e il dovere di farlo senza alcun sostegno finanziario
Nel maggio 2006, EgyptAir ha lanciato una filiale regionale chiamata Egyptair Express con una flotta di nuovi Embraer 170; i servizi sono iniziati nel 2007. Il vettore collegava il Cairo con Sharm El Sheikh, Hurghada, Luxor, Assuan, Marsa Alam, Abu Simbel e Alessandria (Egitto) oltre a destinazioni secondarie per completare la rete della casa madre. Nel giugno 2009, la controllata ha ricevuto l'ultimo dei 12 Embraer E-170 in ordine. La sussidiaria regionale ha terminato le operazioni a fine 2019.
All'inizio del 2007, la compagnia aerea ha collaborato con il Ministero dell'aviazione civile egiziano e la holding egiziana per gli aeroporti e la navigazione aerea per formare una nuova compagnia aerea aziendale, la Smart Aviation Company, con sede all'aeroporto del Cairo.

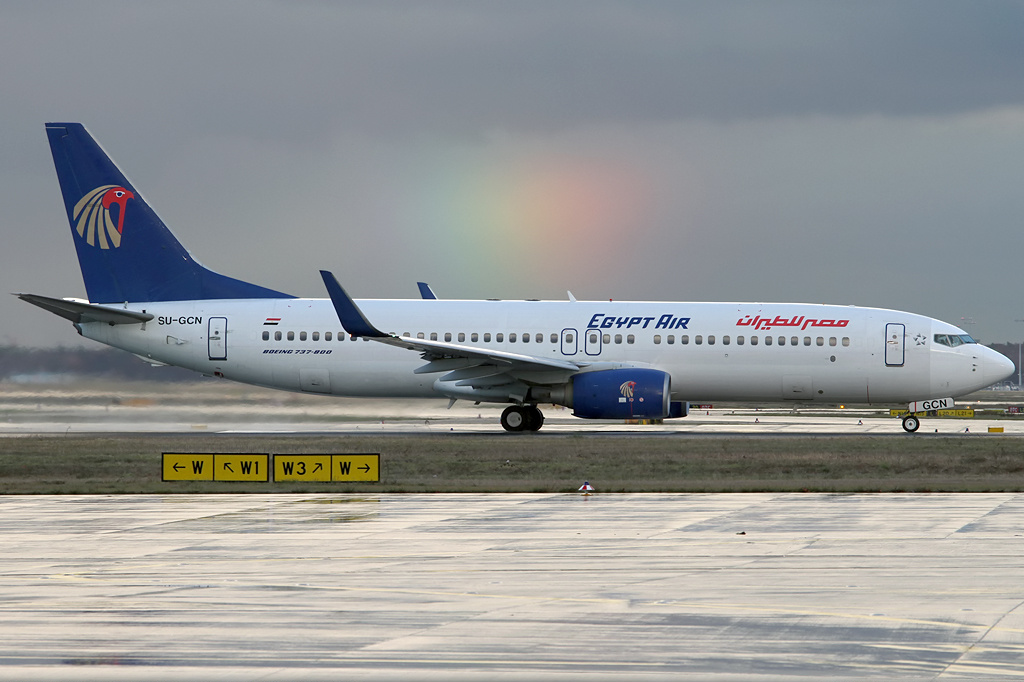
Un Boeing 737-800 nella vecchia livrea visto a Francoforte nel 2013

Nell'aprile 2009, le operazioni di Egyptair nell'hub dell'aeroporto Internazionale del Cairo (dove deteneva il 61% degli slot di partenza dell'aeroporto) sono state notevolmente riviste a causa dell'inaugurazione del nuovo Terminal 3. La compagnia ha trasferito tutte le sue operazioni (internazionali e nazionali) al nuovo terminal che ha più che raddoppiato la capacità dell'aeroporto. Nell'ambito del concetto "Move Under One Roof" di Star Alliance all'aeroporto del Cairo, tutte le compagnie aeree della Star Alliance che servono il Cairo si sono trasferite al Terminal 3. Nel 2010, la compagnia ha revisionato le operazioni presso la sua base di Alessandria trasferendo le operazioni dalle strutture più vecchie dell'aeroporto Internazionale di Alessandria al nuovo aeroporto di Borg El Arab.
Durante il Paris Airshow 2009-2010, la compagnia aerea ha annunciato una nuova società con il locatore statunitense Aviation Capital Group (ACG) e altri azionisti privati e pubblici egiziani per stabilire una joint venture di leasing incentrata sulla regione del Medio Oriente e del Nord Africa. La nuova joint venture, denominata Civil Aviation Finance and Operating Leases (CIAF Leasing), si sarebbe concentrata inizialmente su velivoli narrowbody.

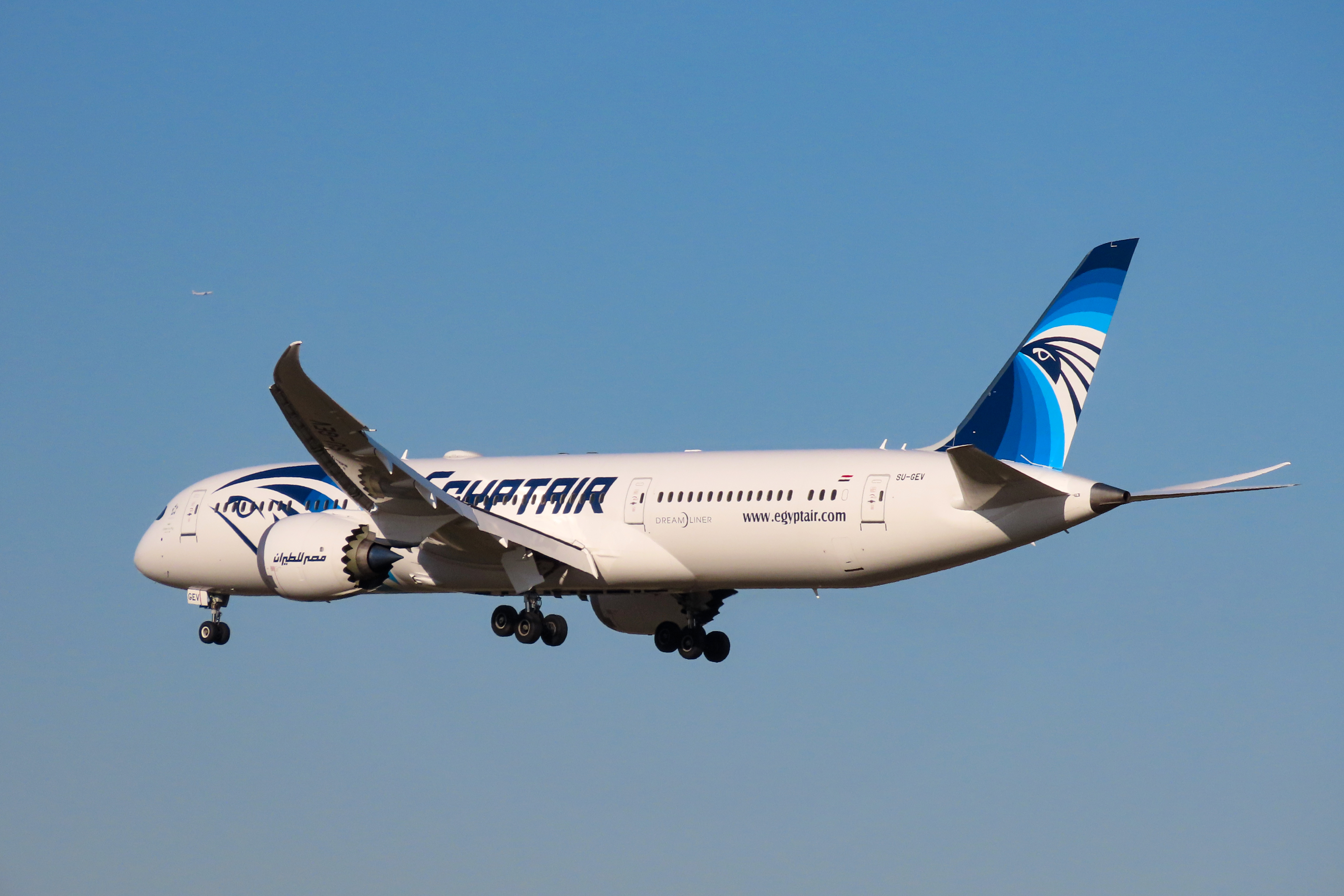
Un Boeing 787-9

A seguito della rivoluzione del 2011, Egyptair ha subito perdite considerevoli. Il ministro dell'aviazione civile egiziano Wael El Maadawi ha affermato che la compagnia aerea aveva perso circa 1,3 miliardi di sterline egiziane, o circa 185 milioni di dollari, nell'anno fiscale 2012/13, principalmente a causa dell'aumento dei prezzi del carburante, della svalutazione della valuta egiziana e dei continui scioperi all'interno l'azienda. Le perdite per il 2011/12 erano state apparentemente circa il doppio delle cifre del 2012/13. Secondo quanto riferito, il vettore aveva subito perdite totali di oltre 7 miliardi di sterline, o quasi 1 miliardo di dollari statunitensi, dalla rivolta del 2011.
A metà del 2012, un gruppo di assistenti di volo ha chiesto il diritto di indossare l'hijab come parte della loro divisa da lavoro. La società ha accolto la loro richiesta e gli assistenti di volo che indossavano l'hijab sono apparsi per la prima volta nel novembre 2012.
Nel novembre 2015, due settimane dopo l'incidente che ha fatto cadere il volo Metrojet 9268 nella penisola del Sinai, le autorità russe hanno vietato a Egyptair di volare in Russia, indicando preoccupazioni riguardo problemi di sicurezza.
Nel gennaio 2016, Egyptair è stata multata di 140.000 dollari per aver noleggiato un aereo alla Sudan Airways nel periodo 2010-11, infrangendo le sanzioni economiche imposte al Sudan nel 1997.
Nell'aprile 2018, le autorità russe hanno revocato il divieto che impediva a Egyptair di volare in Russia.
Egyptair è una delle poche compagnie aeree che non serve bevande alcoliche sui suoi voli.
Nell'ambito di una ristrutturazione di Egyptair, il ministro dell'Aviazione Air Marshall Younes Hamed ha annunciato la fusione di Egyptair Express, Egyptair Cargo e Egyptair Ground Services Company con la compagnia aerea principale.
Nell'ottobre 2020, EgyptAir ha raggiunto un accordo con il governo del Ghana per creare una compagnia aerea nazionale ghanese con investimenti da entrambi i governi.

## Identità aziendale

### Struttura e proprietà
EgyptAir è una compagnia statale, posseduta al 100% dal governo egiziano. La EgyptAir Holding Company è stata creata nel 2002 con sette società, a cui ne sono seguite altre in date successive.
Ci sono tre vettori che operano sotto lo stesso COA ma sono gestiti separatamente:
- EgyptAir Airlines, la compagnia aerea principale;
- EgyptAir Cargo, una compagnia aerea cargo (fondata nel 2002);
- EgyptAir Express, la compagnia aerea domestica e regionale (lanciata nel giugno 2007).

Altre società all'interno della EgyptAir Holding Company sono:
- EgyptAir Maintenance & Engineering - originariamente interna, ora svolge anche attività di terze parti; EASA Part 145 e certificata FAA;[24]
- EgyptAir Ground Services, che fornisce servizi a oltre il 75% dei vettori aerei che volano in Egitto;
- EgyptAir In-flight Services;
- EgyptAir Tourism & Duty Free Shops;
- EgyptAir Medical Services;
- EgyptAir Supplementary Industries Company (costituita nel 2006).

### Sussidiarie
- Air Cairo (60%)
- Smart Aviation Company (13.33%)
- Air Sinai (100%)
- Egypt Aero Management Service (50%)
- LSG Sky Chefs Catering Egypt (70%)
- CIAF Leasing (20%)

### Quartier generale
EgyptAir ha sede nel Complesso Amministrativo EgyptAir sul terreno dell'aeroporto Internazionale del Cairo al Cairo.

### Logo
Il logo della compagnia aerea è Horus, la divinità del cielo nell'antica mitologia egizia, scelta per il suo antico simbolismo come "dio alato del sole", e solitamente raffigurata come un falco o un uomo dalla testa di falco.

## Destinazioni
Al 2022, EgyptAir opera voli di linea verso Africa, Arabia Saudita, Cina, Europa, India, Indonesia, Iraq, Israele, Giappone, Giordania, Kuwait, Libano, Libia, Oman, Qatar, Thailandia, Stati Uniti ed EAU.

### Accordi commerciali

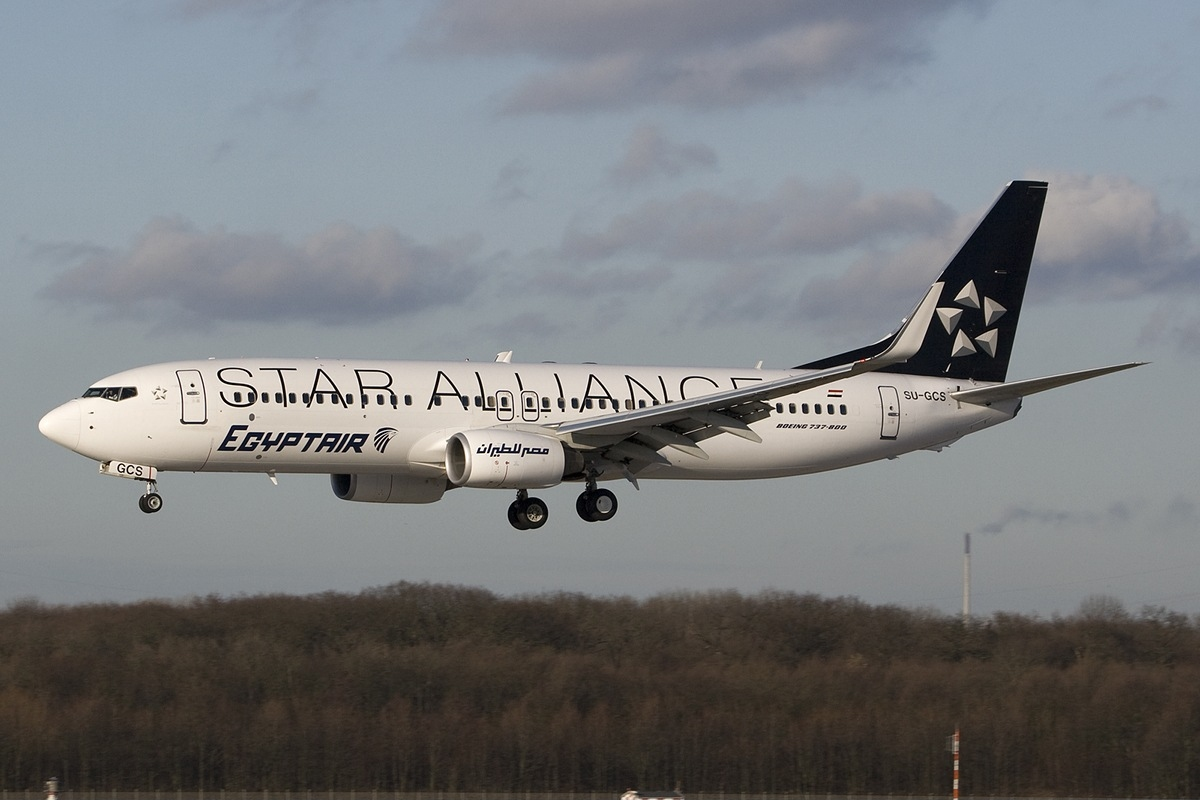
Un Boeing 737-800 di EgyptAir in livrea Star Alliance

Al 2022 EgyptAir ha accordi di code-share con le seguenti compagnie:
- Aegean Airlines
- Air Canada
- Air China
- Air India
- Austrian Airlines
- Brussels Airlines
- Ethiopian Airlines
- Etihad Airways
- Gulf Air
- Kenya Airways
- LOT Polish Airlines
- Lufthansa
- Oman Air
- Shenzhen Airlines
- Singapore Airlines
- South African Airways
- Swiss International Air Lines
- TAP Air Portugal
- Thai Airways International
- Turkish Airlines
- Ukraine International Airlines
- United Airlines

### Alleanze
Nell'ottobre 2007, il consiglio di amministrazione di Star Alliance ha votato per accettare EgyptAir come futuro membro, la prima compagnia aerea di un paese arabo e la seconda africana - dopo South African Airways - ad aderire all'alleanza. In una cerimonia tenutasi all'aeroporto internazionale del Cairo l'11 luglio 2008, il vettore è diventato il 21° membro di questa alleanza, nove mesi dopo l'inizio del processo di adesione.

## Flotta

### Flotta attuale

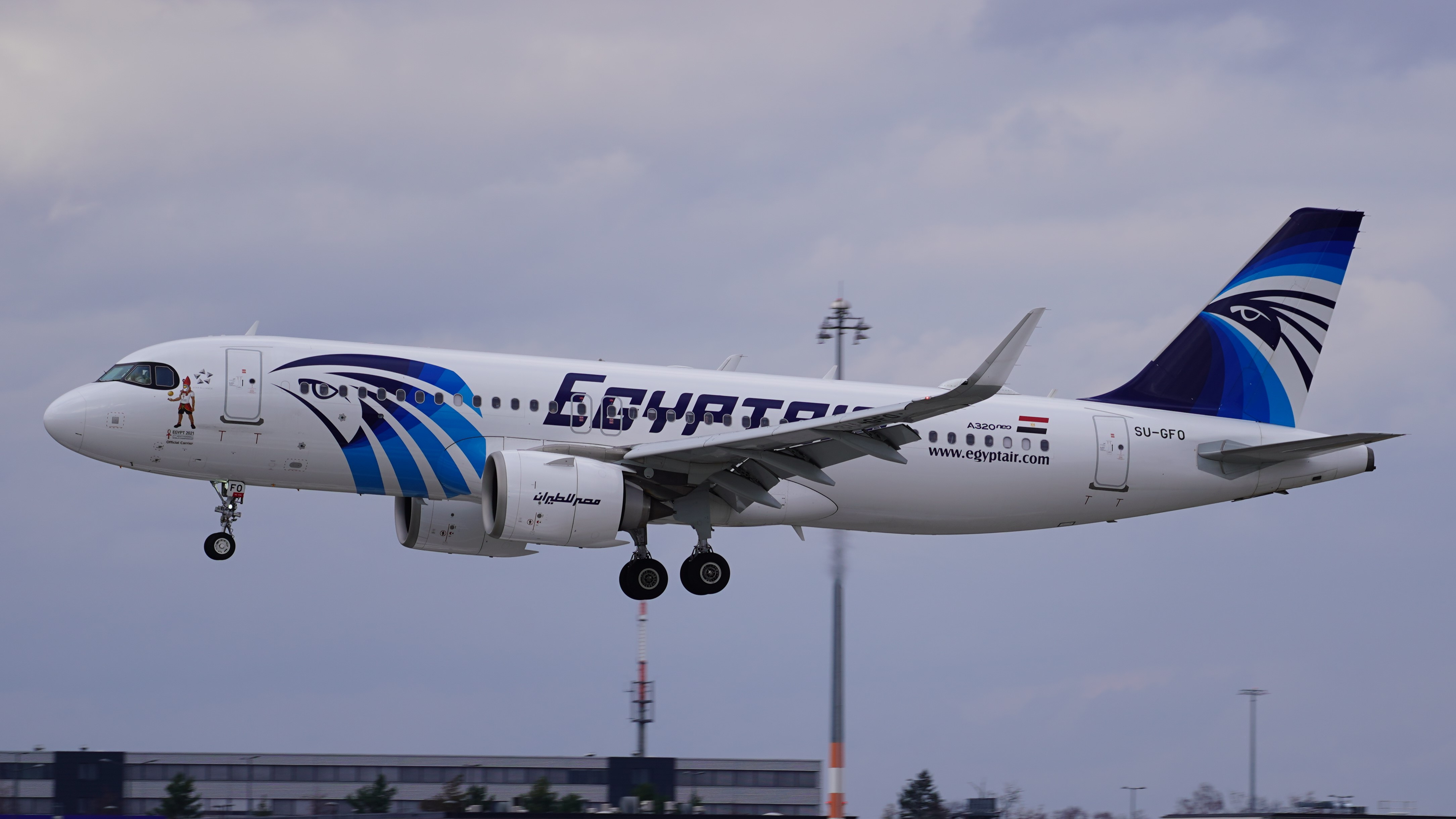
Un Airbus A320neo.

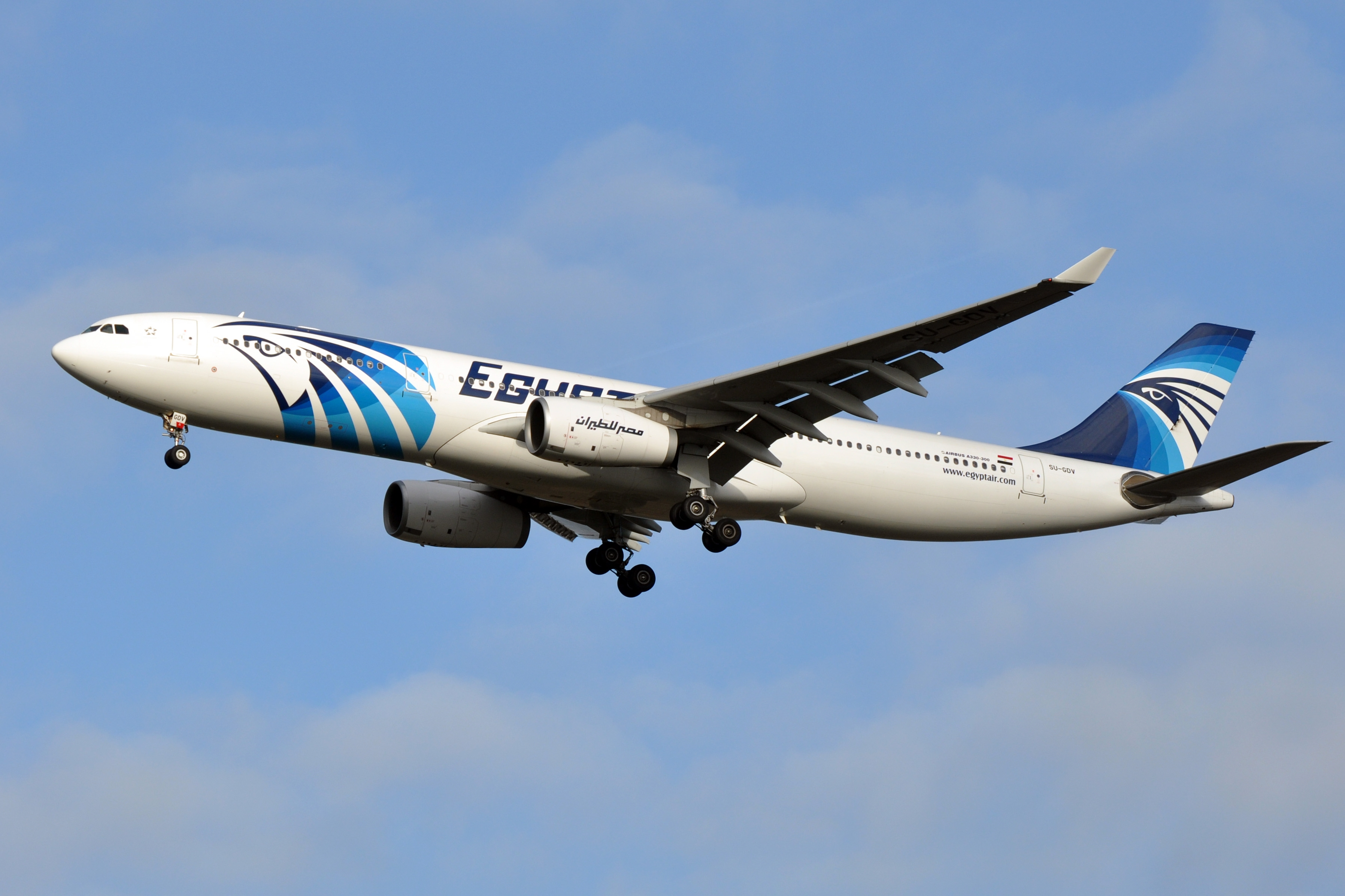
Un Airbus A330-300.

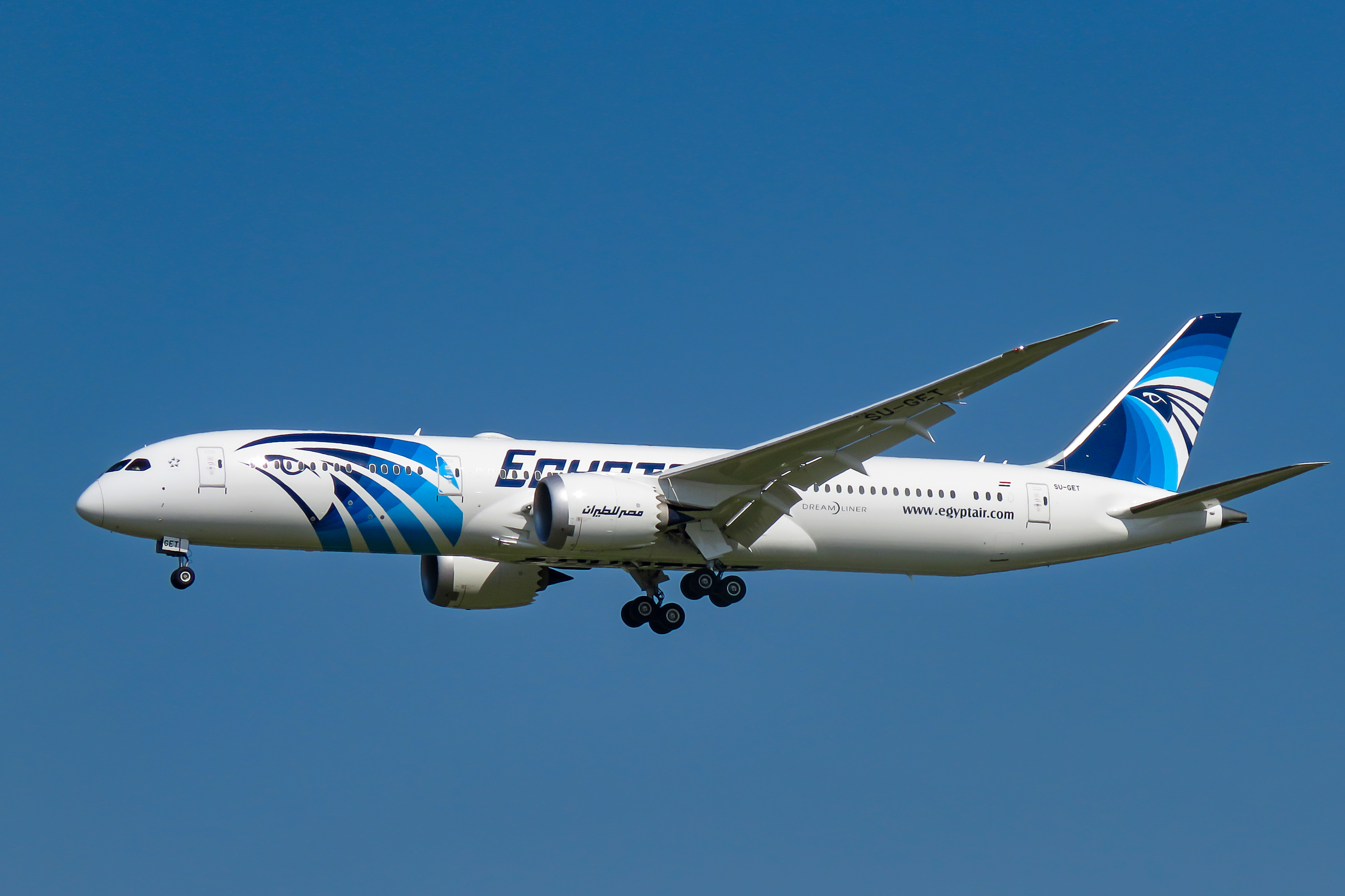
Un Boeing 787-9.

A maggio 2025 la flotta di EgyptAir risulta composta dai seguenti aeromobili:

### Flotta storica

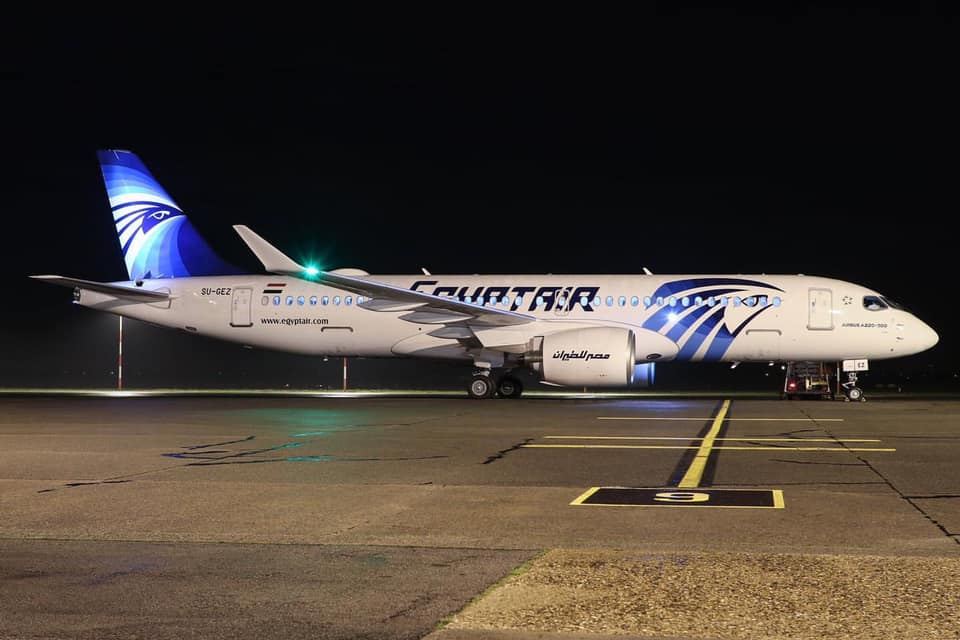
Un Airbus A220-300.

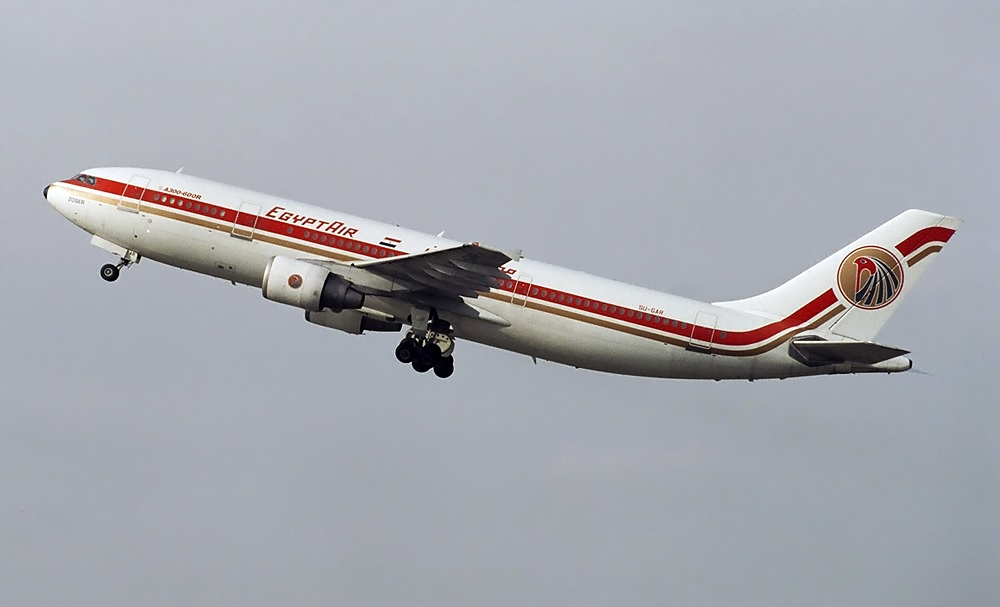
Un Airbus A300-600.

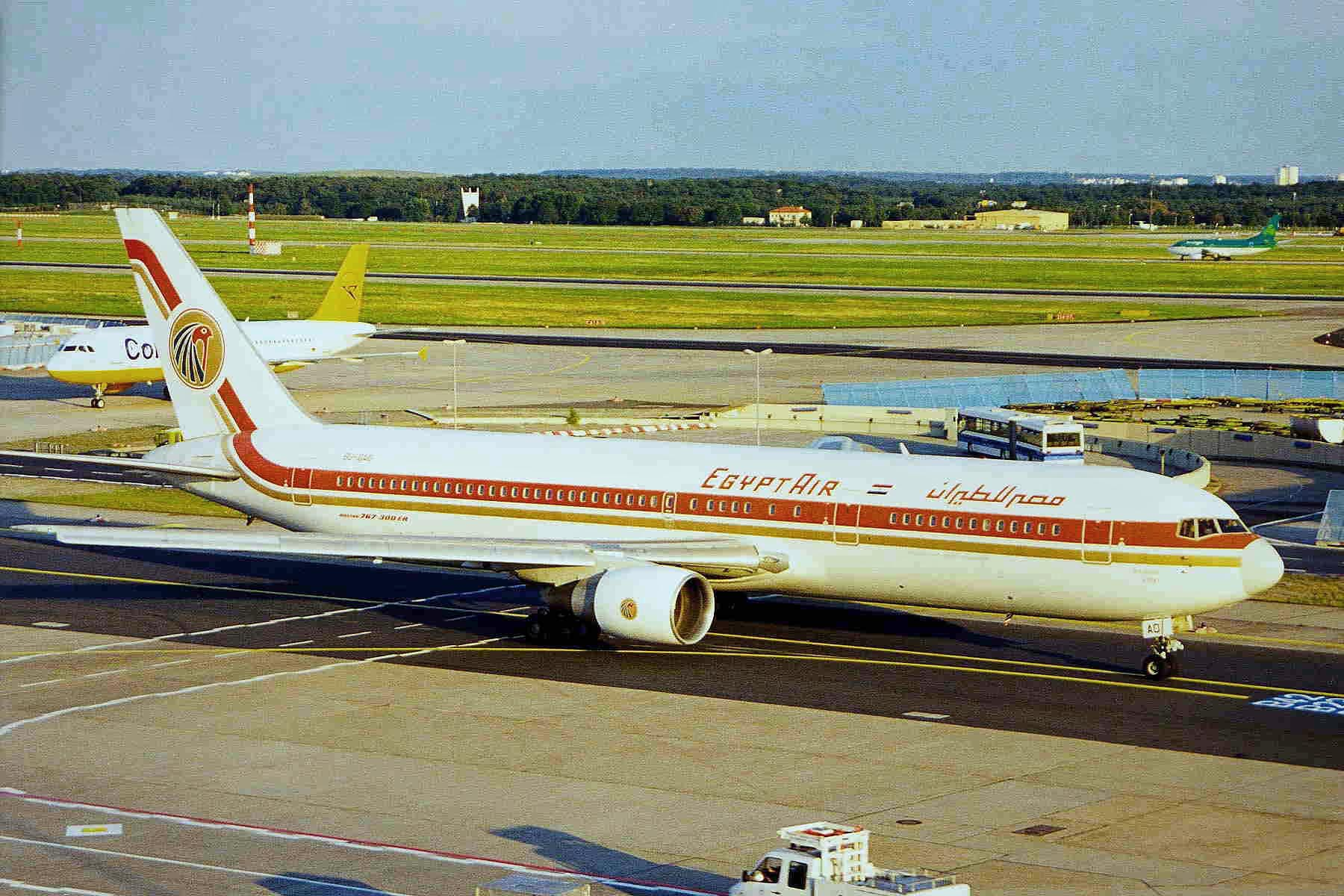
Un Boeing 767-300ER.

EgyptAir operava in precedenza con i seguenti aeromobili:

## Incidenti
- Il 28 luglio 1963, il volo United Arab Airlines 869, operato da un de Havilland DH.106 Comet, precipitò nel mare arabico vicino a Bombay con la morte di tutti i 63 a bordo.[39]
- Il 20 marzo 1969, l'Ilyushin Il-18 di marche SU-APC si schiantò mentre tentava di atterrare all'aeroporto Internazionale di Assuan in pessime condizioni meteorologiche. 100 dei 105 passeggeri e membri dell'equipaggio a bordo persero la vita nell'incidente. L'indagine appurò che il disastro si era verificato poiché "il pilota scese al di sotto dell'altitudine minima di sicurezza senza avere chiaramente in vista le luci della pista. Un fattore che contribuì fu la fatica derivante da ore di lavoro continuo senza adeguati periodi di riposo".[40]
- Il 19 marzo 1972, il volo EgyptAir 763, operato da un Douglas DC-9, si schiantò sui monti Shamsan mentre si avvicinava ad Aden, provocando la morte di tutte le 30 persone a bordo.[41]
- Il 29 gennaio 1973, il volo EgyptAir 741, operato da un Ilyushin Il-18, si schiantò nella catena montuosa di Kyrenia a Cipro durante la sua discesa mentre si avvicinava alla pista da nord. L'esplosione risultante, a circa 12 miglia (19 km) dall'aeroporto di Nicosia, provocò un incendio prontamente spento dalla Guardia Nazionale Cipriota. Il turboelica colpì la montagna a un'altitudine di 783 metri (2.569 piedi). Le vittime furono 37.[42]
- Il 23 agosto 1976, il volo EgyptAir 321, operato da un Boeing 737-200, fu dirottato da tre terroristi armati che affermavano di appartenere al movimento di Al-Nasir. Dopo aver dirottato l'aereo, i terroristi chiesero di essere trasportati in Libia. Accettarono invece di atterrare a Luxor, dopo essere stati persuasi che l'aereo doveva essere rifornito di carburante. A Luxor, le forze di Sa'ka presero d'assalto l'aereo e catturato i dirottatori. Nessun passeggero rimase ferito durante l'operazione. I terroristi furono giudicati colpevoli e condannati ai lavori forzati a vita.[43]
- Il 25 dicembre 1976, il volo EgyptAir 864, operato da un Boeing 707, si schiantò contro un complesso industriale a Bangkok. Tutte le 52 persone a bordo rimasero uccise, più 19 a terra.[44]
- Il 23-24 novembre 1985, il volo EgyptAir 648, operato da un Boeing 737-200, venne dirottato dall'organizzazione terroristica di Abu Nidal. Il successivo raid sull'aereo da parte delle truppe egiziane provocò dozzine di morti, rendendo il dirottamento del volo 648 uno dei peggiori della storia.[45]
- Il 31 ottobre 1999, il volo EgyptAir 990, operato da un Boeing 767-300ER, precipitò nell'Oceano Atlantico, a circa 60 miglia (97 km) dall'Isola di Nantucket, Massachusetts, uccidendo sul colpo tutte le 217 persone a bordo. Sostenendo l'ipotesi del suicidio, il rapporto NTSB ha concluso che nessun problema meccanico avrebbe potuto provocare movimenti dell'aereo corrispondenti ai dati di volo riscontrati dall'analisi della scatola nera, e che anche qualora si fosse verificato uno dei guasti meccanici ipotizzati, il velivolo sarebbe ancora stato recuperabile a causa del sistema ridondante di equilibratori presente nel Boeing 767-366ER.[46]
- Il 7 maggio 2002, il volo EgyptAir 843, operato da un Boeing 737-500, si schiantò contro una collina vicino all'aeroporto Internazionale di Tunisi-Cartagine. Dei 6 membri dell'equipaggio e 56 passeggeri, 3 membri dell'equipaggio e 11 passeggeri morirono, per un totale di 14 vittime.[47]
- Il 29 luglio 2011, il volo EgyptAir 667, operato da un Boeing 777-200ER, subì un incendio nella cabina di pilotaggio mentre si preparava alla partenza dall'aeroporto Internazionale del Cairo. Non vi furono vittime, ma sette persone vennero ricoverate per inalazione di fumo. L'aereo, danneggiato a tal punto da rendere infruttuosa una riparazione, venne in seguito demolito.[48]
- Il 29 marzo 2016, il volo EgyptAir 181, operato da un Airbus A320-200, è stato dirottato da un egiziano che affermava di indossare una cintura esplosiva e costretto a deviare verso l'aeroporto Internazionale di Larnaca a Cipro. La maggior parte dei passeggeri e dell'equipaggio sono stati rilasciati dal dirottatore poco dopo l'atterraggio. Il dirottatore si è arreso circa sette ore dopo e tutti sono fuggiti dall'aereo illesi. In seguito si è scoperto che la cintura conteneva telefoni cellulari e nessun esplosivo.[49]
- Il 19 maggio 2016, il volo EgyptAir 804, operato da un Airbus A320-200, si è inabissato nel mar Mediterraneo. Prima che l'aereo scomparisse dai radar, l'ACARS del velivolo ha trasmesso in automatico la presenza di fumo nelle toilette e nell'alloggiamento dell'avionica, ma i controllori di volo non hanno ricevuto nessun mayday dai piloti. A bordo vi erano 56 passeggeri, 7 membri dell'equipaggio e 3 agenti di sicurezza. Il 20 maggio alcuni rottami della fusoliera sono stati rinvenuti a circa 290 chilometri a nord di Alessandria d'Egitto. Circa quattro settimane dopo l'incidente, sul fondale marino, sono state individuate le sezioni principali del relitto, comprese entrambe le scatole nere. Non ci sono stati sopravvissuti tra i 66 a bordo.[50]